# Forever 新歌+精選
《Forever》是台灣女子組合S.H.E的第九张专辑，也是第二張「新歌+精選」專輯，於2006年7月21日推出。

## 簡介
此張專輯首波主打歌曲〈觸電〉是首輕快的甜蜜情歌，是由周杰倫量聲打造譜曲的歌曲，因為是首輕快的曲，讓整首歌的音樂很簡單，但卻能表達出歌曲想要表達的甜蜜戀情的感覺，而〈觸電〉的MV劇情是第一張專輯《女生宿舍》中首波主打〈戀人未滿〉的MV劇情的延續，而此張專輯也收錄了Selina與Tank的合唱歌曲〈獨唱情歌〉。這張專輯名稱取為「FOREVER」，是要表現出S.H.E三個人對歌唱、對團員彼此、對歌迷永遠無可取代的情感，除此之外也呼應第一張新歌加精選《Together新歌+精選》，有著「Together Forever」的意思。此張專輯也附有Bonus DVD。
本張新歌加精選輯除了收錄新歌之外，也收錄了第四張錄音室專輯《Super Star》至第七張錄音室專輯《不想長大》中的主打歌曲或重要歌曲，以及2003年－2006年其它影視歌曲和與他人合唱之歌曲。 
此張專輯中的主打歌曲〈觸電〉和歌曲〈我們怎麼了〉分別入選2006年度Hit Fm年度百首單曲的第10位和66位。

## 唱片版本
※ 以下發行版本皆以當地（台灣）為準。
- 專輯發行前預購和專輯推出後皆為精裝版，而預購會附贈預購贈品，正式發行後則無贈品，而預購贈品為資料夾。

| 類型   | 發行日期      | 版本   |
| ------ | ------------- | ------ |
| CD+DVD | 2006年7月21日 | 精裝版 |

- 專輯中的歌曲〈RingRingRing〉中的一句歌詞則分為台灣版本和中國大陸、香港版本，例如：台灣的版本「管他網外或是網内，月底再考慮通話費」在中國大陸、香港的版本則改成「喝水都嫌浪費時間，口渴也要聲音甜美」。

## 完整曲目
| 曲序     | 曲目                                     |               | 作曲                                                | 编曲                         | 製作人   | 原收錄專輯 | 备注 | 时长    |
| -------- | ---------------------------------------- | ------------- | --------------------------------------------------- | ---------------------------- | -------- | ---------- | --- | ------- |
| 1.       | 觸電 （Electric Shock）                  | 施人誠        | 周杰倫                                              | 鍾興民                       | 王治平   |            | 首波主打歌                                                                                               | 3:41    |
| 2.       | Ring Ring Ring                           | 張家瑋        | 張博彥                                              | 呂紹淳                       | 王治平   |            | 第二波主打 動感地帶廣告曲 Rap詞/Rap：J.Wu 2023年被babyMINT改編為〈R!ng R!ng R!ng〉                       | 3:16    |
| 3.       | 我們怎麼了 （What Happened To Us）       | 呂怡青 施人誠 | 呂怡青 Tank                                         | 洪敬堯                       | 王治平   |            | 第三波主打                                                                                               | 4:00    |
| 4.       | 紫藤花 （Wisteria）                      | 姚若龍        | Carlsson, Andreas Mikael Yacoub, Rami Porter, K. C. | 鍾興民 謝明祥(Room19) 魏百謙 | 王治平   |            | 第四波主打 翻唱自Westlife的〈Soledad〉                                                                   | 4:00    |
| 5.       | Goodbye My Love                          | 左安安 施人誠 | 左安安 Blake, Howard                                | 屠穎                         | 王治平   |            | 第五波主打 旋律改編自Nightwish的〈Walking in the Air〉（原曲：Howard Blake）                             | 4:00    |
| 6.       | Super Star                               | 施人誠        | Jade&Geoman From Sweetbox                           | Jade&Geoman From Sweetbox    | 黃怡     | Super Star | | 3:14    |
| 7.       | 天灰 （Grey Sky）                        | 馮士哲 施人誠 | 馮士哲                                              | 董運昌                       | 王治平   | 不想長大   | | 4:01    |
| 8.       | 獨唱情歌 （Solo Madrigal）               | 姚若龍        | 呂建中                                              | 鍾興民                       | 王治平   |            | Tank&Selina合唱，另收錄於Tank《Fighting！生存之道》                                                      | 4:55    |
| 9.       | 花都開好了 （Flowers Have Blossomed）    | 施人誠        | 左安安                                              | 鍾興民                       | 黃怡     |            | 《薔薇之戀》片頭曲，另收錄於《薔薇之戀電視原聲帶》，之後被香港組合糖兄妹翻唱，並收錄於《Love Memory》EP  | 3:42    |
| 10.      | I.O.I.O                                  | 韓吉          | Gibb R. Gibb B.A                                    | 呂紹淳                       | 袁惟仁   | Super Star | | 2:57    |
| 11.      | 候鳥 （Migratory Bird）                  | 方文山        | 周杰倫                                              | 洪敬堯                       | 袁惟仁   | 安可！！   | | 4:41    |
| 12.      | 不想長大 （Don't Wanna Grow Up）         | 施人誠        | 左安安                                              | 陳台證                       | 王治平   | 不想長大   | | 3:44    |
| 13.      | 波斯貓 （Persian Cat）                   | 武雄          | 王治平                                              | 王治平                       | 王治平   | 奇幻旅程   | | 4:02    |
| 14.      | 他還是不懂 （He Still Can't Understand） | 徐世珍        | 王治平                                              | 王治平                       | 王治平   | 奇幻旅程   | | 4:16    |
| 15.      | 星光 （Star Light）                      | 陳信延        | 左安安                                              | 呂紹淳                       |          |            | 《真命天女》片頭曲，另收錄於《真命天女電視原聲帶》                                                       | 3:52    |
| 16.      | 一眼萬年 （A Vision of Eternity）        | 姚若龍        | 林俊傑                                              | 洪敬堯                       |          |            | 《天外飛仙》片頭曲，另收錄於《天外飛仙電視原聲帶》，之後林俊傑亦有翻唱此歌曲，並收錄於《她說概念自選輯》 | 4:29    |
| 17.      | 月桂女神 （Laurel Tree Goddess）         | 方文山        | 李天龍                                              | 呂紹淳                       | 王治平   | 不想長大   | | 5:11    |
| 18.      | 痛快 （Satisfaction）                    | 施人誠        | 左安安                                              | Geo                          | 馬毓芬   | 安可！！   | | 3:18    |
| 总时长： | 总时长：                                 | 总时长：      | 总时长：                                            | 总时长：                     | 总时长： | 总时长：   | 总时长：                                                                                                 | 1:11:19 |

## Bonus DVD
1. 触电 MV
2. Ring Ring Ring MV
3. Super Star MV
4. 波斯猫 MV
5. 我愛你 MV (劇情完整版)
6. 星光 MV
7. 不想长大 MV
8. Super Model 舞蹈教学

## 復刻版卡帶
2017年12月22日，推出收錄了第1張專輯至第13張專輯(包含兩張精選集)的S.H.E16週年復刻紀念全套卡帶組《小時帶 S.H.E's in style》卡帶紀念組，此張專輯為16週年復刻卡帶紀念組所收錄13張專輯中其中之一。

## 獎項
- 2007年 HITO流行音樂獎 年度十大金曲－〈觸電〉
- 2007年 KKBOX數位音樂風雲榜 年度二十大單曲－〈觸電〉
- 2021年，歌曲 <Ring Ring Ring> 再度翻红，并被人民日报评选为2021年度十大BGM。[5]

## 音樂錄影帶
| 歌名            | 導演           | 發佈日期       | 發佈頻道                    | 附註                     |
| --------------- | -------------- | -------------- | --------------------------- | ------------------------ |
| 觸電            | 賴偉康         | 2011年12月27日 | 華研國際音樂官方YouTube頻道 | 特別演出：張孝全         |
| Ring Ring Ring  | 賴偉康、比爾賈 | 2011年12月27日 | 華研國際音樂官方YouTube頻道 |                          |
| 我們怎麼了      | 張清峰         | 2012年8月30日  | 華研國際音樂官方YouTube頻道 | 特別演出：王宗堯、胡安安 |
| 紫藤花          | 張清峰         | 2012年8月30日  | 華研國際音樂官方YouTube頻道 |                          |
| Goodbye My Love | 張清峰         | 2012年8月30日  | 華研國際音樂官方YouTube頻道 |                          |
| 獨唱情歌        | 賴偉康、比爾賈 | 2013年10月23日 | 華研國際音樂官方YouTube頻道 |                          |
| 花都開好了      | 張清峰         | 2011年12月29日 | 華研國際音樂官方YouTube頻道 |                          |
| 星光            | 賴偉康         | 2011年12月29日 | 華研國際音樂官方YouTube頻道 |                          |
| 一眼萬年        | 賴偉康、比爾賈 | 2011年12月27日 | 華研國際音樂官方YouTube頻道 |                          |

## 其他作品
| 上一張專輯： 不想長大 2005年11月25日 | 第9張專輯 2006年7月21日 | 第9張專輯 2006年7月21日 | 下一張專輯： Play 2007年5月11日 |